# Ideocaira
Ideocaira Simon, 1903 è un genere di ragni appartenente alla famiglia Araneidae.

## Etimologia
Il nome deriva dal greco ἰδεῖν, idèin, cioè somigliare, sembrare simile a e dal genere Caira con cui ha varie caratteristiche in comune.

## Distribuzione
Le due specie oggi note di questo genere sono state rinvenute in Sudafrica: la I. transversa nel territorio dell'ex-provincia di Natal e la I. triquetra a Port Elizabeth, città della Provincia del Capo Orientale.

## Tassonomia
Dal 2005 non sono stati esaminati esemplari di questo genere.
A marzo 2014, si compone di tre specie:
- Ideocaira transversa (Simon, 1903)[3] - Sudafrica (Natal)
- Ideocaira triquetra (Simon, 1903) - Sudafrica